# Maya Simantov
Maya Simantov (Bat Yam, Israel, 25 de junio de 1982) es una cantante y compositora de Vocal House y R&B israelí. Hizo su debut discográfico en 2005, con el álbum First Time bajo la producción del Dj Offer Nissim y que fue internacionalizado bajo el sello Star69 Records.
Maya, como también es conocida, empezó a trabajar en 2002 con su amigo, el Dj y productor Yinon Yahel, quien después la presentó al famoso Offer Nissim, inmediatamente congeniaron y se pusieron a trabajar juntos. Para el año 2004 grabaron los temas "Searching", "That's The Way I Like It", "Alone", "Only You", "Summer Night City" y "Rain", que formaron parte del primer álbum "First Time" lanzado en el año 2005.
Los sencillos "Searching" y "First Time" tuvieron gran aceptación en Europa y América, especialmente en EE. UU. Donde lograron Top 10 y Top 25 en Billboard (Club / Dance Play) y le abrieron las puertas en países como Brasil, Canadá y México, donde año con año tanto Maya, como Offer y Yinon ofrecen presentaciones con llenos totales ya sea en los clubes de moda más exclusivos o en conciertos con capacidad para miles de fanáticos.
En 2006 un segundo álbum titulado Second Time y el sencillo "Be My Boyfriend" iniciaron en todo el mundo la "Offermanía" con Maya como una de las principales protagonistas. Para 2007, Ofer Nissim lanzó un álbum doble con sus mejores remixes y algunos temas propios, por supuesto en colaboración con Maya, lo mismo sucedió en el 2008 con el álbum doble Happy People que incluye entre otros temas "I'm In Love", "Wish You Where Here", "Love Me", "Why" y "Happy People'" algunos de los más significativos y mejores temas de Maya Simantov.
Ya convertida en toda una estrella del Vocal House y en una celebridad en su natal Israel, Maya lanzó algunos temas junto a Offer Nissim y Yinon Yahel durante el 2009, así como también se ocupó durante ese año de grabar más canciones para su nuevo y muy esperado álbum, el cual incluirá aparte de temas con sonido House, canciones del corte R&B; durante los últimos días del año 2009 se filtraron en Internet los temas "It Was Love" y "Cuando" que es el primer tema en español cantado por Maya, y cuyo Remix se lanzó al público apenas iniciando la segunda quincena de mayo de 2010. Su más reciente álbum titulado "Over You" y bajo la producción de Offer Nissim, salió a la venta en Israel, el día 23 de julio.

## Charts
- "Searching" Top 10 on Billboard (Club/Dance Play)
- "First Time" Top 25 on Billboard (Club/Dance Play)

## Discografía
- Offer Nissim Feat. Maya Simantov - Searching

Sello discográfico: IMP
Fecha de lanzamiento: 2004
- Offer Nissim Feat. Maya Simantov - First Time

Sello Discográfico: IMP Records
Fecha de lanzamiento: 2005
Número de tracks: 11
- Second Time

Sello discográfico: Star 69 Records
Fecha de lanzamiento: 12 de septiembre de 2006
- Forever Tel Aviv

Sello discográfico: Star 69/IMP
Fecha de lanzamiento: 10 de abril de 2007
- Happy People

Sello discográfico:: IMP RECORDS/Star 69 Records
Fecha de lanzamiento: 2008
- Offer Nissim - Remixed

Sello discográfico: Star 69 Records
Fecha de lanzamiento: 18 de diciembre de 2008
- Offer Nissim Feat. Maya Simantov - Over You

Sello discográfico: IMP Records
Fecha de lanzamiento: 23 de julio de 2010
Número de tracks: 12

## Canciones
- Searching
- That's The Way I Like It
- Alone
- Rain
- On My Own
- Only You
- Summer Night City
- Heartbraking
- All The World
- Anything
- First Time
- Perfect Love
- Be My Boyfriend
- 4 Your Love
- Why
- Happy People
- Wish You Were Here
- I'm In Love
- Love me
- Hook Up
- You'll Never Know
- Bringing You Home
- Illusion
- I Should Have Known
- All I Wanted
- I Could Never Leave Tel Aviv
- Cuando
- It Was Love
- I'll Love You Forever
- I'm That Chick (With Mariah Carey)
- Superman
- Holding On
- I'm Moving Along
- Over You (Give Me The Strength)
- You Were So Right
- You Stepped Into My Life (With Suzanne Palmer)
- Imagining
- There Is No Way
- When I
- My Only One
- Tonight
- For You Love
- Love Child
- Breaking away
- Bishbileck
- Fallen
- I'd give you all I have
- La bez´
- I'll keep waiting
- Like it (when we do)
- Freak control